# Nialus consimilis
Nialus consimilis är en skalbaggsart som beskrevs av Karl Henrik Boheman 1857. Nialus consimilis ingår i släktet Nialus och familjen Aphodiidae. Inga underarter finns listade i Catalogue of Life.